# レイア・オーガナ
レイア・オーガナ（Leia Organa）は、アメリカのSF映画『スター・ウォーズ』シリーズに登場する架空の人物。劇中では、その家柄から「レイア姫（Princess Leia）」と呼ばれることが多い。
映画ではルーク・スカイウォーカーを主人公とする3部作（『エピソード4/新たなる希望』『エピソード5/帝国の逆襲』『エピソード6/ジェダイの帰還』）から『フォースの覚醒』を通して女優のキャリー・フィッシャーが演じる。ローグ・ワン/スター・ウォーズ・ストーリーではイングヴィルド・デイラが、『スカイウォーカーの夜明け』の回想シーンではキャリー・フィッシャーの娘のビリー・ラードが演じ、いずれもCG合成で若い頃のキャリーの顔が再現されている。
ドラマ『オビ＝ワン・ケノービ』ではレイアの幼少時代を子役のヴィヴィアン・ライラ・ブレアが演じている。

## 経歴
エピソード3/シスの復讐
銀河共和国が滅び、銀河帝国が誕生した日に生まれたルーク・スカイウォーカーの双子の妹で、元老院議員パドメ・アミダラとジェダイの騎士アナキン・スカイウォーカーの実の娘である。二人が生まれた日は銀河の歴史が大きく動いた日だった。クローン戦争で幾多の勝利をもたらし、共和国の英雄だったアナキンは終戦間際、シスの暗黒卿ダース・ベイダーとなり、パルパティーン最高議長と手を組んでジェダイ騎士団をほぼ全滅させた。そして民主主義者の仮面を脱ぎ捨てたパルパティーンは新たに誕生した銀河帝国の皇帝となって宇宙を恐怖の二文字で支配した。様々な出来事から心身共に衰弱していたパドメは惑星ポリス・マサで双子を出産した後、他界。
双子の命はかなり危険に晒されていた。皇帝はジェダイを根絶やしにするべく、生き残ったジェダイを血眼で捜索させており、帝国の中心部に安全な場所は無いに等しかった。
出生直後、ヨーダとオビ＝ワン・ケノービは、皇帝やダース・ベイダーの目に付かないように、双子を別々の場所で育てることを決意。養子を持つことを望んでいた惑星オルデラン王室のベイル・プレスター・オーガナとその妻ブレハ・オーガナの元にレイアを預けた。そのため、ダース・ベイダーは当初、レイアが自分の娘であることを知らなかった。レイアも勿論ルークやベイダーが自分の血縁であることを、エンドアでルークに告げられるまで知らなかった。
レイアは実母パドメと同じく、美しさと力強い性格を併せ持った聡明な女性だった。彼女は美しい茶色の髪と瞳を持ち、オルデラン王室の伝統である白いガウンを身に纏っていた。多くの訓練と献身を重ねてきたレイアはときおり極少数の反対者から罵声を浴びせられたが、彼女と面識のある人々の多くは、レイアを心の優しい思いやりのある女性だと考えていた。
18歳の時に惑星オルデランの王女に選出され、また帝国元老院の最年少議員となった。王室の子として育てられたため、幼少より礼儀作法や伝統、多くの学問を習得。また、護身術の指導もされておりブラスターなどの武器の扱いにも長けている。帝国元老院では、帝政に対する批判や、反体制的な言動をとっており、多くの官僚から目の敵とされた。その裏でも、養父と共に初期の頃より反乱活動に参加していた。実母のパドメ・アミダラ議員、義父のベイル・プレスター・オーガナ議員、モン・モスマ議員ら有志が民主政維持のために結成した反パルパティーン秘密組織を密かに支援し、自身の王女としての外交権を行使して、それまで閉鎖的で貧弱だった個々の革命勢力と接触しレジスタンスの輪を広げていった。そして各地の反帝国組織が惑星ダントゥイーンに結集し、モン・モスマによって反乱同盟軍の結成と帝国への宣戦布告が正式に宣言される。これは、レイアにとっては養父だけではなく実母の活動を引き継いでいったことになる。
ローグ・ワン/スター・ウォーズ・ストーリー
その後反乱同盟軍は秘密基地を作り、惑星スカリフにある帝国軍のデータバンクを襲撃した反乱軍のスパイ部隊が、デス・スターの設計図の奪取に成功した。しかし、その伝送を受けた反乱軍側の旗艦<プロファンディティ>は直後にダース・ベイダーの指揮するインペリアル級スター・デストロイヤー<デヴァステーター〉の攻撃を受け、沈黙させられてしまう。レイアの部隊は設計図を記録したディスクをベイルに届けるため、プロファンディティに係留されていたオルデランの外交船<タナヴィーIV>で帝国軍に包囲された戦艦から決死の脱出を試みるが、それを察知したダース・ベイダーによる襲撃を受けた。あわや乗り込まれそうになる寸前で発進したタナヴィーIVは辺境の惑星タトゥイーンに針路を取る。ベイルと共にクローン大戦を戦ったジェダイ・マスター・オビ＝ワン・ケノービという高名な将軍が隠遁している惑星であり、ベイルも彼ならば同盟軍を救うことができると信じ、娘のレイアにケノービへの特使を依頼していたのである。 
エピソード4/新たなる希望
しかし、ベイダーはデヴァステーターで尚もタナヴィーIVを追跡する。タナヴィーIVはハイパースペースを離脱した直後にデヴァステーターの攻撃を受け、メイン・ドライブを破壊され沈黙した後、トラクター・ビームによって拿捕されてしまった。レイアは素早く考え、奪取したデス・スターの設計図をアストロメク・ドロイドのR2-D2に転送すると、C-3POと共に脱出ポッドへ載せ、ケノービを捜索して設計図を渡すようにと命令した。ケノービに自分の窮状を説明するメッセージを記録し終えた後、彼女は帝国軍のストームトルーパーに見つかり、逃げようとしたがスタンビームを食らって失神させられた。拘束された彼女はダース・ベイダーのもとへ連行された。レイアは帝国軍の捕虜となって数々の拷問を受けたが、決して口を割らなかった。
業を煮やした帝国軍は、「デス・スターのテスト」と称して故郷のオルデランを破壊し、義父のベイルをはじめ大勢の人々が虐殺されたが、先述のSOSに応じたルーク・スカイウォーカー、オビ＝ワン、ハン・ソロの無謀ともいえる救出活動により窮地を脱して反乱同盟軍に合流し、モン・モスマと共に反乱同盟軍を指揮した。
やがてヤヴィンの戦いでのルーク、ソロの活躍によってデス・スターは破壊されたが、帝国軍はすかさず勢力を挽回し、逆に反乱同盟軍は窮地に立たされていた。苦しい戦いの中で、次第にレイアは自分と正反対の境遇を過ごしてきたソロに思いを寄せるようになる。
エピソード5/帝国の逆襲
ホスの戦い後、ルークを執拗に追跡したダース・ベイダーは、ベスピンのクラウド・シティでレイアたちを捕らえ、ルークを誘い出そうと企んだ。ソロはルークを皇帝に献上する際の実験台としてカーボン冷凍処理され、悪名高い賞金稼ぎのボバ・フェットによってタトゥイーンのジャバ・ザ・ハットのもとへと運ばれることになった。レイアとソロの旧友ランド・カルリジアンはソロの追跡を断念し、ミレニアム・ファルコンで脱出を図ったが、レイアはフォースを通じてルークの心の叫びを聞くとランドに引き返すことを要求し、クラウド・シティの下部にしがみつくルークを発見し救出する。 
エピソード6/ジェダイの帰還
1年後、レイアは賞金稼ぎのブーシに扮してジャバの宮殿を訪れ、皆が寝静まった夜にソロを復活させる。一時的に視力を失ったソロは怯えるが、ブーシの正体がレイアであることを知ると、安堵に包まれるのだった。だが、ジャバはレイアの計略を看破し、その一部始終を目撃していた。ソロは返済の遅れを必死に弁明するが、もはやジャバにとっては借金のことなどどうでもよくソロを投獄、残されたレイアは無理矢理ジャバの前に引き出される。「私には強い味方がいます。こんなことして、後悔しますよ。」と精一杯強がってみせたが、もちろんそんな脅しがジャバに通用するはずがない。レイアは金属製のビキニの奴隷衣装を着せられ、鎖でジャバに奴隷として囚われの身となってしまった。
その後、ジェダイの騎士として大きく成長を遂げたルークがジャバの宮殿に訪れ、ソロとレイアらの解放を要求するが、それを拒否したジャバはレイアを残してルークとソロを処刑しようとする。この時、ジャバの一番のお気に入りとして近くに置かれていたレイアは、ルークが反撃を開始したことに合わせて、自分を拘束する鎖を利用してジャバを絞殺することに成功。ルークの活躍でその場にいたジャバらギャング一派は壊滅、ソロら仲間たちと共に脱出した。そしてエンドアでの決戦の前夜、彼女はルークから彼が自分の双子の兄であること、そしてベイダーが実の父であることを告げられた。そしてエンドアの原住民イウォークを味方につけて反乱同盟軍の大勝利に一役買った。
エンドアの戦いでの勝利後はソロと結ばれ、息子ベンを儲ける。しかしベンはダークサイドへと惹かれ、それを危惧した二人はベンに対してレイアの実父で彼にとっては祖父に当たるダース・ベイダーの存在を伏せ、ルークに息子を託す。その後ファースト・オーダーの台頭をいち早く察知したレイアは新共和国元老院にファースト・オーダーの危険性を訴えるが元老院は取り合わず、そればかりかレイアの政敵の策謀によりダース・ベイダーとの親子関係が暴露され、レイアは大多数の元老院議員による謂れなき非難を浴びる事になった。一連の事態に失望したレイアはかつての反乱同盟軍のメンバーや新共和国内で彼女の訴えに耳を貸した一部勢力と共にレジスタンスを設立する。同じ頃、報道で母の失脚と自身の祖父ダース・ベイダーの存在を知ったベンは、母と同じく新共和国に失望した所をファースト・オーダーの最高指導者スノークに誘惑されルークの弟子達を殺害して逃亡、自責の念にかられたソロとルークもまた姿を消す。
エピソード7/フォースの覚醒
エンドアの戦いから30年後、レイアはレジスタンスの将軍となり、新共和国の黙認と一部勢力による援助のもとファースト・オーダーへの監視活動の陣頭指揮を続けていた。レイアはルークに助力を求めるため、彼の居場所が記された地図を持つ旧友ロー・サン・テッカのもとにパイロットのポー・ダメロンを派遣する。ファースト・オーダーに捕らわれるも脱出したポーと合流した後は、惑星タコダナにおいてファースト・オーダーと交戦。そこでソロ、チューバッカと再会する。
その後、レジスタンスの本拠地がある惑星ディカーに移動し、惑星破壊兵器スターキラーの攻略作戦を立てる。出撃の間際ソロは彼女に「ベンを必ず連れ戻す」と約束する。レイアはディカーに残りスターキラー基地攻略部隊の指揮を執るが、ソロが"カイロ・レン"と化したベンに殺害されたことをフォースで感じ取る。スターキラー基地の破壊に成功した後は帰還したチューバッカ、そして新たなフォースの感応者であるレイと共にソロの死を悲しみ、所在が明らかとなったルークに会うためミレニアム・ファルコンで飛び立つ2人を見送るのだった。
エピソード8/最後のジェダイ
スターキラー基地破壊から数日後にハックス将軍率いるファースト・オーダーの艦隊が迫る中レイアはディカー基地を放棄を決断する。レイアは退却命令を出してポーにスターファイター部隊での時間稼ぎを指示するが、ポー本人は命令に犯してディカー基地へ機関砲による爆撃を行っていた艦船<フルミナトリックス>への攻撃を指示。撃破に成功するも多くの爆撃機とその乗員を失い、レジスタンスの艦隊はハイパースペースにジャンプした。レイアはポーの行動を厳しく叱責し中佐から大尉に降格処分とし、その直後にファースト・オーダーの旗艦が待ち伏せにあい自分の息子の存在を感じる。そしてレイアが指揮を執っていたレジスタンス旗艦<ラタス>のブリッジが攻撃を受け、宇宙空間に放り出されたレイアはフォースの力で戻ることに成功するも意識不明になりしばしの眠りについた。その後新しい暫定的な指揮官となったアミリン・ホルド提督に反発したポー達がラダスを占拠した所で目を覚まし、ポーをショックガンで眠らせて反乱を鎮圧した。
輸送船で目覚めたポーに対し、レイアはホルド提督の真意を教えた。ホルド提督が独りで操縦するラダスがファースト・オーダー旗艦<スプレマシー>に特攻したの見届け、レジスタンスは惑星クレイトの旧反乱同盟軍基地に身を隠すがファーストオーダーの地上部隊に包囲され、レジスタンスの地上部隊が基地防衛戦に備えた。レイアは銀河の同志達に呼びかけ続けたが応答を得られず、希望が潰えた所で兄ルークの幻影の姿と再会した。レイアは「私の息子が暗黒面に行ってしまった」と謝罪するが、ルークは「僕にはどうすることも出来ない」と語った。ルークは１人弟子であるベンと一対一で対峙して時間を稼ぎ、レイアはレジスタンスの戦士達は自分ではなくポーについて行けと命令し基地の脱出口を目指した。そして、レイがフォースの力で突破口を開いて無事に再会しミレニアムファルコンに乗りこみ脱出。同時にフォースで兄ルークの死を感じた。レイアは「必要な物は全て揃っている」と告げ、わずかに残ったレジスタンスのメンバーを引き連れてファーストオーダーの捜索を逃れつつ、レジスタンスを再建するため奔走した。
エピソード9/スカイウォーカーの夜明け
クレイトの戦いから1年後、惑星エイジャン・クロスに身を隠し、レジスタンス再建に尽力し密かに反撃の時を狙いながら情報収集活動を指揮した。レイアはエンドアの戦いからしばしの時を経た若かりし頃、ルークから共にジェダイの訓練の指導を受けていたが修行が最終段階に進んだ頃にハンとの子を妊娠し、後に出産した息子ベン・ソロが暗黒面に惹かれることを恐れたレイアはジェダイになる道を捨てライトセイバーをルークに預けた。レイアはこの時の経験を活かしてレイにジェダイの騎士の修行を授ける。その中でレイアはレイが銀河帝国皇帝シーヴ・パルパティーンの孫娘であることも察知していた。そしてレイとレンが一対一の決闘を繰り広げる中、レイアは残された最期の力を振り絞り息子のベンにフォースで語りかけ、ポーをレジスタンスの新たな最高指導者に指名して息を引き取った。
その後エクセゴルの戦いではパルパティーンとの対決に赴くレイを支え、瀕死の状態に陥りながらも歴代のジェダイ達の声を聞きそして立ち上がったレイがルークとレイアのライトセイバーを用いてシスの暗黒郷のフォース・ライトニングを弾き返したことによってパルパティーンの肉体は遂に消滅した。シスの滅亡と共にベン・ソロは残された最後の力でレイを蘇生しそのまま死去する。ベンの肉体がフォースと一体化すると同時に、レイアの亡骸もフォースと一体化。これによりスカイウォーカーの血縁も絶たれた。レイはタトゥイーンでルークがジェダイになる前に育ったラーズ一家の住宅跡地を訪れスカイウォーカー兄妹のライトセイバーをフォースの力で埋めた。そこで老婆に名前を尋ねられたレイが『レイ・スカイウォーカー』を名乗った時、レイアはルークと共にフォースの霊体となって彼女を見守っていた。

## スピンオフ小説（レジェンズ）
正史とは異なるパラレルワールド扱いである「レジェンズ」での活躍を述べる。
銀河帝国崩壊後、新たに樹立された新共和国の2代目元首となる。
プライベートで、ソロと5年間の交際期間を経た後に結婚してレイア・オーガナ・ソロ（Leia Organa Solo）と名前を変える。
結婚当初は実父のようにダークサイドに墜ちることを恐れ子供を作ることを躊躇していたが、『タトゥイーン・ゴースト』でソロによる「君の親父さんは皇帝を倒し銀河を救った」という言葉に翻意し2男1女をもうける。
長女のジェイナ、長男のジェイセン、次男のアナキンは、後に同世代のジェダイ達のリーダー的存在となる。
また、ルークからフォースの手ほどきを受け自分のライトセーバーを持つようになるが、政治家として多忙を極め育児に携わることができないほどであり、訓練を終えることができずにいた。しかし「エンドアの戦い」より30年後には子供達が成人し、レイア自身も政治家を引退したことから、本格的な訓練を始め一人前のジェダイとなった。レイアのマスターはルークではなく、バラベル人のサーバ・セバタインが務めた。
スピンオフ小説「ダークネスト3部作」では、ルークは36年後にR2-D2の封印されていた記録データから実母パドメの事を知る事になる。レイアはそれにより、ナブーのネイベリー家出身の元老院議員（パドメの姉の娘）と自分が従姉妹同士であったことも知った。
ダークサイドに墜ちシスの暗黒卿となったジェイセンが倒された後、その娘（レイアにとっては孫娘）アラナ・ソロを引き取り養女とする。

## 備考

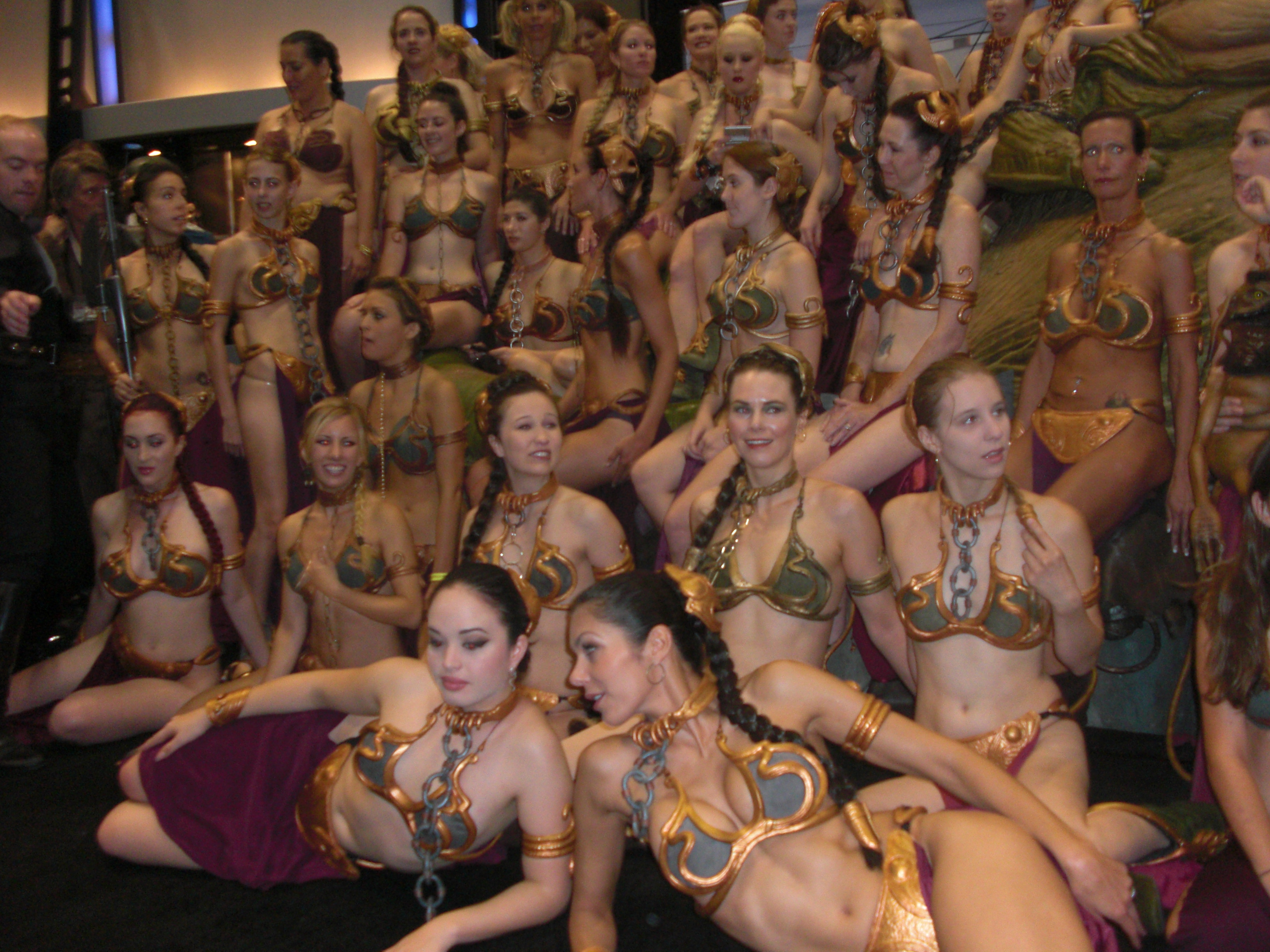
スター・ウォーズ セレブレーションにて、奴隷にされたときのレイア姫のコスプレをする人々。

- 『エピソード6』にて、ルークがレイアに「本当の母親」の印象について尋ねる場面がある。この時、ルークは既にレイアが自身の双子の妹である事を知っていた事と、“本当の”と前置きしていることから、自身の実母でもあるパドメ・アミダラの事を聞きたかったと考えられる。また、ルークが前置きなく「本当のお母さん」と尋ねていることと、レイアも双子である事実を聞いても「分かってた…ずっと…そんな気が…」と発言していることから、レイアが養子であることは二人共以前から知っていた様である。『エピソード3』でパドメは出産直後に死亡しているため、この時レイアが語ったのは彼女の養母（ベイル・オーガナの妻ブレハ・オーガナ）の記憶か、もしくは何らかの形で、生前のパドメを映像データなどで見ており、それに対しての印象を語った可能性もあるが、どちらが公式な見解かは不明。これは『エピソード6』公開時点では、出産後もパドメが数年は生きていたという設定だったため[要出典]、このような矛盾が生じている。
- レイアを演じたキャリー・フィッシャーはシリーズ初期に肖像権の譲渡をしているため『フォースの覚醒』ではその分ギャラが安くなっている[1]。

## 日本語吹き替え
- エピソード4～6ソフト・特別編、ダース・ベイダー降臨、続三部作、サマー・バケーション、リビルド・ザ・ギャラクシー - 高島雅羅
- ローグ・ワン、反乱者たち、フリーメーカーの冒険、最後のジェダイ一部のみ、スター・ツアーズ:ザ・アドベンチャーズ・コンティニュー、恐怖のハロウィーン - 川庄美雪
- レコード版 - 潘恵子（エピソード4）
- 劇場公開版 - 森田理恵（エピソード4、5）
- 日本テレビ版1 - 大場久美子（エピソード4）
- 日本テレビ版2 - 島本須美（エピソード4～6）
- 日本テレビ版3 - 石塚理恵（エピソード4特別編）
- テレビ朝日版 - 小山茉美（エピソード5）
- スター・ウォーズ ギャラクティック・バトルグラウンド - 高橋理恵子
- スター・ウォーズ ローグ スコードロン II、同III - 田中敦子
- ロボット・チキン - 伊瀬茉莉也
- ヨーダ・クロニクル、ドロイド・テイルズ、フィニアスとファーブ／スターウォーズ大作戦、レゴ スカイウォーカー・サーガ - 白川万紗子
- オビ＝ワン・ケノービ - 岡田日花里
- The Making of STAR WARS (1977)日本放送版　- 野崎貴美子

現在、オフィシャルの声優は高島雅羅だが、高島の加齢による声質の変化により旧三部作のレイアが登場する近年の媒体は川庄美雪が代演している。